# Max Radziejewski
Max Radziejewski (* 30. Oktober 1897 in Berlin; † 10. Januar 1978 ebenda) war ein deutscher Politiker (SPD).
Max Radziejewski legte sein Abitur ab und wurde im Ersten Weltkrieg Soldat. Anschließend machte er eine Lehre als Schriftsetzer, legte die Meisterprüfung ab und wurde Handwerksmeister. Später studierte er Rechtswissenschaft und promovierte 1923 zum Dr. jur. Radziejewski war Druckerei- und Verlagsleiter. Nach der „Machtergreifung“ der Nationalsozialisten wurde ihm 1933 ein Berufsverbot aus politischen und rassischen Gründen auferlegt, er wurde teilweise inhaftiert. Er konnte anschließend in der Privatwirtschaft arbeiten.
Nach dem Zweiten Weltkrieg trat Radziejewski 1945 der SPD bei und arbeitete im Berliner Bezirksamt Mitte in der Abteilung Wirtschaft. Im September 1948 wurde er auf Anordnung der Sowjetischen Militäradministration in Deutschland (SMAD) aus politischen Gründen entlassen. Daraufhin wechselte er nach West-Berlin und arbeitete im Bezirksamt Schöneberg. Da Heinz-Kurt Steinkampf (1915–1983) Bezirksstadtrat wurde, rückte Radziejewski im Mai 1951 in das Abgeordnetenhaus von Berlin nach. Bei der Wahl 1954 wurde er in die Bezirksverordnetenversammlung im Bezirk Schöneberg gewählt. Gleichzeitig wurde er Abteilungsleiter in der Senatsverwaltung für Bau- und Wohnungswesen, 1962 wurde er dort pensioniert. Bei der Wahl 1963 wurde Radziejewski erneut für eine Legislaturperiode in das Abgeordnetenhaus gewählt.